# هيلاري روزين
هيلاري روزين (بالإنجليزية: Hilary Rosen)‏ هي عضوة مجموعة ضغط أمريكية، ولدت في 1958 في ويست أورنج في الولايات المتحدة.

## وصلات خارجية
- هيلاري روزين على موقع إن إن دي بي (الإنجليزية)